# ベアボウ

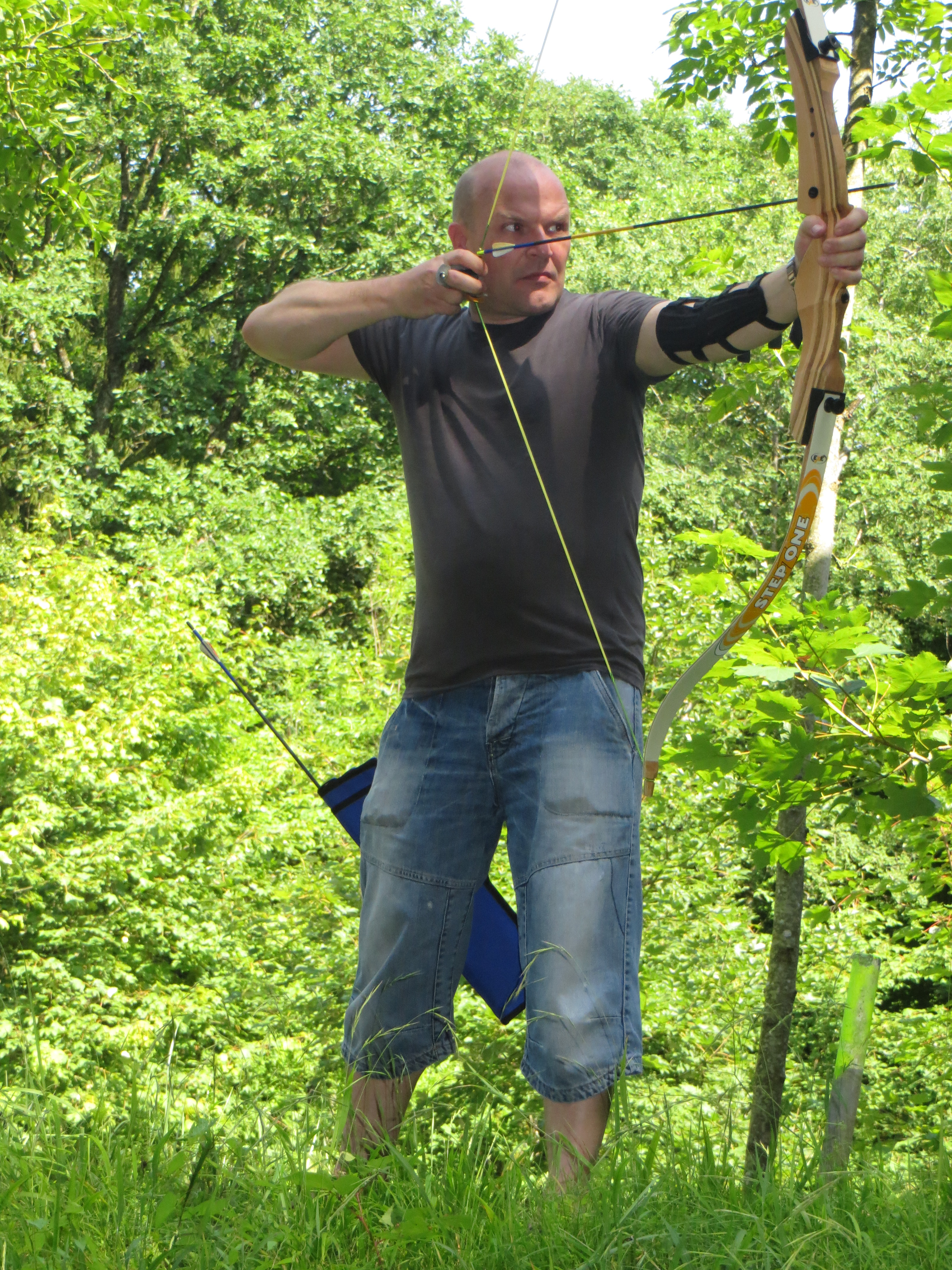
ベアボウをする人

ベアボウ（裸弓、Barebow）は、照準器などの補助装置を使わず原形に近い簡素な弓による種目。
アーチェリーの中でも特に射手の技術と集中力が試される競技種目。同じアーチェリーの種目であるリカーブとの違いは、補助器具の有無である。
リカーブでは、サイトなどの補助器具があるがベアボウにはない。そのため、引いた矢の先端を照準にする。
上記以外は、基本的にリカーブと同様である。

## 名前の由来
ベアボウを英訳すると、「bare bow」
bareは「裸の、剥き出しの」という意味で、補助器具がないため、日本語では裸弓とも呼ばれる。
一部サイトでは、クマ狩りで使われたから「bear bow」と、書かれているが間違いである。

## ベアボウ専用の道具
- ベアボウタブ

通常のタブとは違い、タブに切れ目がない。
- ウェイト[注 2]（ベアボウ用）

普通、一般的にウェイトはスタビライザーやサイドロッドに取り付けるが、場合によって本体に取り付ける場合がある。

## ベアボウの歴史
1960年代になる前は、サイト、クリッカーなどの補助器具が存在しないため、リカーブやベアボウといった種目が分けられておらず、"アーチェリー"で一括りされていた。そのため、ベアボウという種目が誕生したのは、1970年代である。
その後、世界大会種目追加、オリンピック種目追加を得て、アーチェリーの一般的種目になった。